# Absoluuttinen Nollapiste

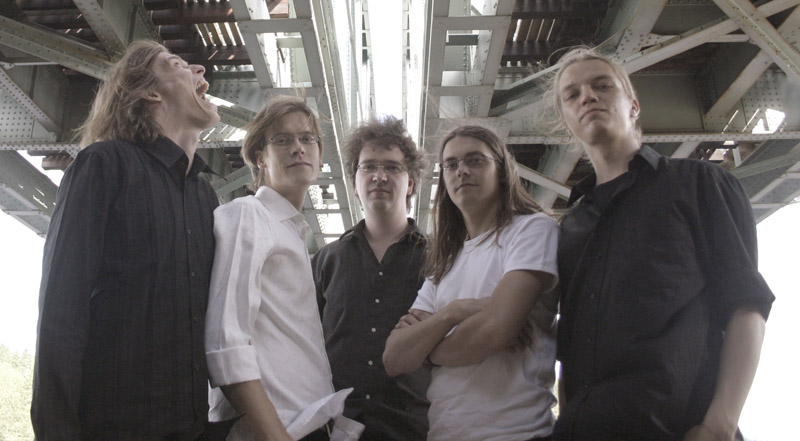

Absoluuttinen Nollapiste (qui signifie en français « zéro absolu ») est un groupe pop/rock originaire de Rovaniemi en Finlande. Le style repose sur des mélodies accrocheuses, une manière de composer qui se rapproche du rock progressif et des textes excentriques de Tommi Liimatta.

## Composition d'Absoluuttinen Nollapiste

### Membres actuels du groupe
- Tommi Liimatta (guitare, chant)
- Aki Lääkkölä (guitare)
- Aake Otsala (guitare basse)
- Tomi Krutsin (batterie)

### Anciens membres du groupe
- Janne Hast (claviers) (2003-2011)
- Teemu Eskelinen (percussions, chant) (09/1997-12/2001)
- Jukka Leinonen (guitare) (06/1991-11/1992)
- Matti Kettunen (guitare bass) (06/1991-11/1991)

## Discographie

### Albums
- 1994 : Neulainen Jerkunen
- 1995 : Muovi antaa periksi
- 1998 : Simpukka-amppeli
- 1999 : Suljettu
- 2000 : Olos
- 2001 : Olen pahoillani: Valitut teokset 1994-2000 (compilation)
- 2002 : Nimi muutettu
- 2003 : Seitsemäs sinetti
- 2004 : Sortovuodet 1994-2004 (compilation)
- 2005 : Mahlanjuoksuttaja
- 2007 : iiris
- 2009 : Musta hiekka
- 2011 : Demo 3

### EP/ singles
- 1992 : Demo I (démo)
- 1993 : Demo II (démo)
- 1993 : Nukahtaa-murre-tosiasia (démo)
- 1994 : Ei ilmestynyt (EP)
- 1995 : Sivulla jatkuu
- 1996 : Savu meihin
- 1997 : Ajoratamaalaus
- 1998 : Silti
- 1999 : Kupit on kuin olisi häät
- 1999 : Sukututkimus lannistaa
- 2000 : Kotiinpaluu, jotenkin
- 2001 : Hyviä muistoja, huomenna suihkuun
- 2002 : Irene Kaktus
- 2002 : Pyhä Nynny
- 2003 : Mustaa ei ole
- 2003 : Täytyy muistaa (tapaus Foliosurmat)
- 2004 : Jarrutan
- 2004 : Romanttinen komedia
- 2005 : Miten tässä vielä käy?
- 2007 : Lihassa ja taivaassa (2007) (EP)

### Album solo
- 1996 :  Tommi Liimatta: Liimatan Pan alley
- 2006 :  Tommi Liimatta: Tropical Cocktail